# Đại chủng viện Thánh Tâm Thái Bình
Đại chủng viện Thánh Tâm Mỹ Đức (hoặc Đại chủng viện Thánh Tâm Thái Bình) là một đại chủng viện cấp giáo tỉnh Hà Nội, có cơ sở đặt tại Giáo phận Thái Bình. Đây là một trong số các nơi đào tạo linh mục của Giáo hội Công giáo tại Việt Nam, theo chương trình của các đại chủng viện.
Đại chủng viện này do Giám mục Dòng Đa Minh Juan Casado Obispo (người Tây Ban Nha) sáng lập năm 1863, khi ấy có tên gọi là "Đại chủng viện Mỹ Đức". Chủng viện gồm hai tòa nhà ba tầng, một nhà bếp, vườn và sân thể thao, cách tòa Giám mục Thái Bình 3 km.
Chủng viện từng phải ngưng hoạt động trong thời gian 1954-1956 vì lúc đó có nhiều linh mục, tu sĩ và giáo dân di cư vào Nam, hoạt động cầm chừng từ 1957 cho đến năm 1965. Năm 1968, chính quyền tỉnh Thái Bình tịch thu một trong hai tòa nhà của chủng viện để dùng làm trung tâm giáo dục. Chủng viện bị đóng cửa hoàn toàn vào năm 1977. Ngày 30 tháng 5 năm 2008, chính quyền tỉnh Thái Bình trao trả lại tòa nhà đã tịch thu và cho phép chủng viện này hoạt động trở lại. Ngày 16 tháng 10 năm 2019, Đại chủng viện được phá dỡ để xây dựng một đại chủng viện mới trên nền đất cũ và khánh thành vào ngày 31 tháng 12 năm 2024.